# Lupinus exochus
Lupinus exochus är en ärtväxtart som beskrevs av Charles Piper Smith. Lupinus exochus ingår i släktet lupiner, och familjen ärtväxter. Inga underarter finns listade i Catalogue of Life.